# آبار الأعراب
آبَارُ الأعْراب، كورة من كور منطقة واسط التَّاريخيَّة في سواد العراق. آبار جمعٌ لكلمة بئر. كانت موضع بين الأجْفُر وفَيْد، وعلى خمسة أميالٍ من الأجْفُر.

### فهرس المنشورات
1. ↑  الحموي (1977)، ج. 1، ص. 49.

### معلومات المنشورات كاملة
الكتب مرتبة حسب تاريخ النشر
- ياقوت الحموي (1977)، معجم البلدان (ط. 1)، بيروت: دار صادر، OCLC:1014032934، QID:Q114913343